# Кащеева, Анастасия Константиновна
Анастасия Константиновна Кащеева (1922 — ?) — свинарка Архангельского зерносовхоза Тихорецкого района Краснодарского края. Герой Социалистического Труда (22.03.1966).

## Биография
Родилась в 1922 году на территории современной Курской области. Русская.

В 1940 году семья переехала на Кубань и поселилась в хуторе Красный Тихорецкого района Краснодарского края. Стала работать свинаркой на животноводческой ферме местного колхоза. Добросовестно относилась к своим обязанностям.
Позднее колхоз преобразовали в зерновой совхоз «Архангельский», а Анастасия продолжала работать свинаркой на той же ферме. Очень быстро добилась лучших результатов в животноводстве в районе. За высокие результаты в труде в 1957 году была награждена первым орденом Ленина. 
Указом Президиума Верховного Совета СССР от 22 марта 1966 года за достигнутые успехи в развитии животноводства, увеличении производства и заготовок мяса, молока, яиц, шерсти и другой продукции Кащеевой Анастасии Константиновне присвоено звание Героя Социалистического труда с вручением ордена Ленина и золотой медали «Серп и Молот».
За более 35 лет работы свинаркой она вырастила 18 тысяч поросят.
Участница ВСХВ и ВДНХ.
Заслуженный работник сельского хозяйства Кубани (09.01.1996).

## Награды
- Медаль «Серп и Молот» ( 22.03.1966);
- Орден Ленина (31.10.1957).
- Орден Ленина ( 22.03.1966).
- Медаль «В ознаменование 100-летия со дня рождения Владимира Ильича Ленина» (6 апреля 1970)
- Медаль «Ветеран труда»

- и другими
- Отмечена грамотами и дипломами.

## Память

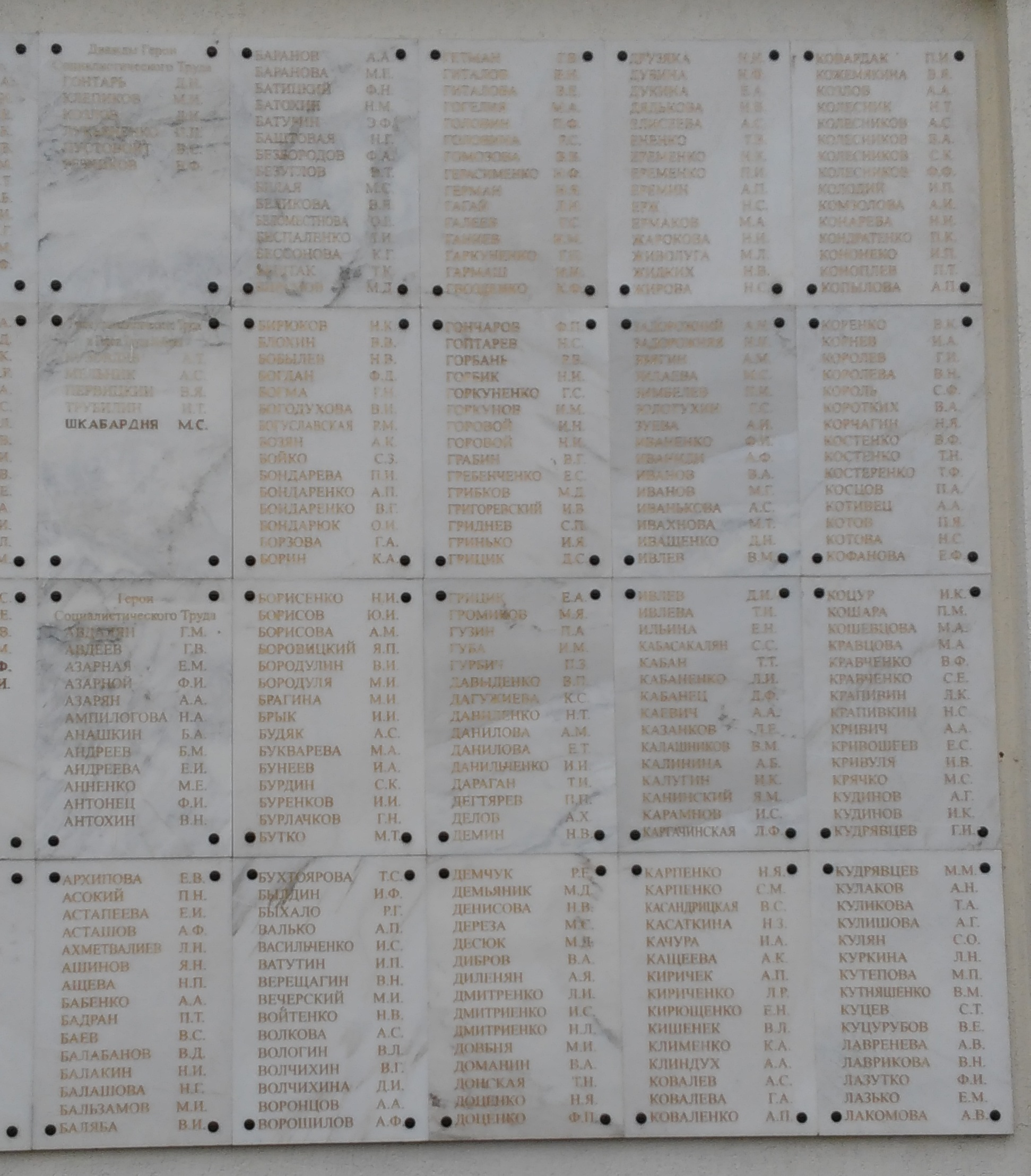
Мемориальная доска с именами Героев Социалистического Труда Кубани и Адыгеи. Краснодар 2017

- На могиле установлен надгробный памятник.
- Имя Героя золотыми буквами вписано на мемориальной доске в Краснодаре.